# Lista gatunków z rodzaju Pterolophia
Lista gatunków z rodzaju Pterolophia – lista gatunków chrząszczy z rodziny kózkowatych zaliczanych do rodzaju Pterolophia.
Do Pterolophia należy 806 gatunków i 30 podrodzajów:

- Podrodzaj: Ale Pascoe, 1865
  - Pterolophia affinis
  - Pterolophia agraria
  - Pterolophia albertisi
  - Pterolophia albescens
  - Pterolophia albicans
  - Pterolophia albohumeralis
  - Pterolophia albotarsalis
  - Pterolophia albovaria
  - Pterolophia albovittata
  - Pterolophia annamensis
  - Pterolophia annularis
  - Pterolophia anoplagiata
  - Pterolophia apicefasciata
  - Pterolophia arrowiana
  - Pterolophia assamana
  - Pterolophia baliana
  - Pterolophia bangi
  - Pterolophia basicristata
  - Pterolophia basiflavipennis
  - Pterolophia bicostata
  - Pterolophia bicristulata
  - Pterolophia bilatevittata
  - Pterolophia binaluana
  - Pterolophia binhana
  - Pterolophia biplagiaticollis
  - Pterolophia bizonata
  - Pterolophia blairiella
  - Pterolophia brunnea
  - Pterolophia brunnescens
  - Pterolophia camela
  - Pterolophia chekiangensis
  - Pterolophia concreta
  - Pterolophia conformis
  - Pterolophia costalis
  - Pterolophia coxalis
  - Pterolophia crenatocristata
  - Pterolophia cylindricollis
  - Pterolophia cylindripennis
  - Pterolophia declivis
  - Pterolophia deformis
  - Pterolophia duplicata
  - Pterolophia egumensis
  - Pterolophia ephippiata
  - Pterolophia everetti
  - Pterolophia excavata
  - Pterolophia exigua
  - Pterolophia finitima
  - Pterolophia flavopicta
  - Pterolophia forbesi
  - Pterolophia fractilinea
  - Pterolophia fulva
  - Pterolophia fulvobasalis
  - Pterolophia funebris
  - Pterolophia fuscoplagiata
  - Pterolophia fuscostictica
  - Pterolophia gardneriana
  - Pterolophia geelwinkiana
  - Pterolophia gibbosipennis
  - Pterolophia gigas
  - Pterolophia gilmouri
  - Pterolophia gregalis
  - Pterolophia griseovaria
  - Pterolophia grossepunctata
  - Pterolophia hebridarum
  - Pterolophia hirsuta
  - Pterolophia honesta
  - Pterolophia hybrida
  - Pterolophia idoneoides
  - Pterolophia idoneus
  - Pterolophia indistincta
  - Pterolophia infirmior
  - Pterolophia jeanvoinei
  - Pterolophia jugosa
  - Pterolophia kaszabi
  - Pterolophia keyana
  - Pterolophia lateraliplagiata
  - Pterolophia lineatipennis
  - Pterolophia longula
  - Pterolophia longulipennis
  - Pterolophia lumawigiensis
  - Pterolophia lundbladi
  - Pterolophia luzonica
  - Pterolophia malaisei
  - Pterolophia marmorata
  - Pterolophia marmorea
  - Pterolophia marshalliana
  - Pterolophia medioalbovittata
  - Pterolophia mediochracea
  - Pterolophia mindoroensis
  - Pterolophia modesta
  - Pterolophia neopomeriana
  - Pterolophia niasana
  - Pterolophia niasica
  - Pterolophia nigroconjuncta
  - Pterolophia nigrotransversefasciata
  - Pterolophia nilghirica
  - Pterolophia nitidomaculata
  - Pterolophia obducta
  - Pterolophia obliqueplagiata
  - Pterolophia obliquestriata
  - Pterolophia ochraceopicta
  - Pterolophia ochreomaculata
  - Pterolophia ochreostictica
  - Pterolophia ochreosticticollis
  - Pterolophia olivacea
  - Pterolophia ornatipennis
  - Pterolophia palawanica
  - Pterolophia pallida
  - Pterolophia papuana
  - Pterolophia pascoei
  - Pterolophia pendleburyi
  - Pterolophia peraffinis
  - Pterolophia perakens
  - Pterolophia perplexa
  - Pterolophia pici
  - Pterolophia pictula
  - Pterolophia postscutellaris
  - Pterolophia proxima
  - Pterolophia pseudobasalis
  - Pterolophia pseudocostalis
  - Pterolophia pulchra
  - Pterolophia quadrituberculata
  - Pterolophia queenslandensis
  - Pterolophia romani
  - Pterolophia rosacea
  - Pterolophia rosselli
  - Pterolophia rubiensis
  - Pterolophia rufula
  - Pterolophia rufuloides
  - Pterolophia saintaignani
  - Pterolophia salomonum
  - Pterolophia sanghiriensis
  - Pterolophia schmidi
  - Pterolophia shortlandensis
  - Pterolophia sibuyensis
  - Pterolophia sikkimensis
  - Pterolophia simillima
  - Pterolophia simplicior
  - Pterolophia sinensis
  - Pterolophia sobrina
  - Pterolophia spinosa
  - Pterolophia strandi
  - Pterolophia strandiella
  - Pterolophia strumosa
  - Pterolophia subfasciata
  - Pterolophia subsellata
  - Pterolophia subsignata
  - Pterolophia subvillaris
  - Pterolophia sulcaticornis
  - Pterolophia sulcatithorax
  - Pterolophia sumbawana
  - Pterolophia ternatensis
  - Pterolophia theresae
  - Pterolophia timorana
  - Pterolophia timorensis
  - Pterolophia tricolor
  - Pterolophia tricoloripennis
  - Pterolophia trobiandensis
  - Pterolophia tugelensis
  - Pterolophia uniformipennis
  - Pterolophia uniformis
  - Pterolophia vagans
  - Pterolophia vagestriata
  - Pterolophia variabilis
  - Pterolophia villaris
  - Pterolophia viridegrisea
  - Pterolophia woodlarkiana
- Podrodzaj: Annobonaepraonetha Breuning, 1961
  - Pterolophia annobonae
- Podrodzaj: Arabopraonetha Teocchi, 1992
  - Pterolophia arabica
- Podrodzaj: Armatopraonetha Breuning, 1961
  - Pterolophia albopunctulata
  - Pterolophia armata
  - Pterolophia bifasciata
  - Pterolophia borneensis
  - Pterolophia malabarica
  - Pterolophia mortoniana
  - Pterolophia multisignata
  - Pterolophia ochreopunctata
  - Pterolophia pedongana
- Podrodzaj: Australopraonetha Breuning, 1957
  - Pterolophia australiensis
  - Pterolophia australis
  - Pterolophia colffsi
- Podrodzaj: Canopraonetha Breuning, 1961
  - Pterolophia cana
- Podrodzaj: Chaetostigme Pascoe, 1875
  - Pterolophia casta
  - Pterolophia lychrosoides
  - Pterolophia metallescens
  - Pterolophia nivea
- Podrodzaj: Curtolophi Breuning, 1974
  - Pterolophia curticornis
- Podrodzaj: Fernandopraonetha Breuning, 1966
  - Pterolophia tubercullicollis
- Podrodzaj: Gibbopraonetha Breuning, 1961
  - Pterolophia quadrigibbosa
  - Pterolophia quadrigibbosipennis
- Podrodzaj: Guineopraonetha Breuning & Heyrovsky, 1964
  - Pterolophia aeneipennis
- Podrodzaj: Hylobrotus Lacordaire, 1872
  - Pterolophia aequabilis
  - Pterolophia albivenosa
  - Pterolophia albonigra
  - Pterolophia annulata
  - Pterolophia antennata
  - Pterolophia anticemaculata
  - Pterolophia apicespinosa
  - Pterolophia arrowi
  - Pterolophia bambusae
  - Pterolophia beesoni
  - Pterolophia bialbomaculipennis
  - Pterolophia bicirculata
  - Pterolophia bicristata
  - Pterolophia biloba
  - Pterolophia bisulcaticollis
  - Pterolophia bituberculata
  - Pterolophia bituberculatoides
  - Pterolophia carinata
  - Pterolophia celebensis
  - Pterolophia chebana
  - Pterolophia cochinchinensis
  - Pterolophia deducta
  - Pterolophia devittata
  - Pterolophia discalis
  - Pterolophia discaloides
  - Pterolophia diversefasciculata
  - Pterolophia dohrni
  - Pterolophia formosana
  - Pterolophia fuscobiplagiata
  - Pterolophia gigantea
  - Pterolophia humerosopunctata
  - Pterolophia indistinctemaculata
  - Pterolophia innuganensis
  - Pterolophia inplagiata
  - Pterolophia javana
  - Pterolophia laosensis
  - Pterolophia latefascia
  - Pterolophia lateralis
  - Pterolophia lumawigi
  - Pterolophia lunigera
  - Pterolophia mediocarinata
  - Pterolophia mediomaculata
  - Pterolophia mimoconsularis
  - Pterolophia misella
  - Pterolophia mortoni
  - Pterolophia moupinensis
  - Pterolophia multicarinatoides
  - Pterolophia multigibbulosa
  - Pterolophia nicobarica
  - Pterolophia nigrofasciata
  - Pterolophia obscuroides
  - Pterolophia ochreosignata
  - Pterolophia ochreotriangularis
  - Pterolophia ochreotriangularoices
  - Pterolophia oculata
  - Pterolophia paracompacta
  - Pterolophia paralaosensis
  - Pterolophia parobscuroides
  - Pterolophia partealboantenata
  - Pterolophia ploemi
  - Pterolophia postfasciculata
  - Pterolophia pseudolaosensis
  - Pterolophia pulla
  - Pterolophia robusta
  - Pterolophia rufipennis
  - Pterolophia simulata
  - Pterolophia siporensis
  - Pterolophia subcostata
  - Pterolophia subunicolor
  - Pterolophia sumatrana
  - Pterolophia sumbawensis
  - Pterolophia szetschuanensis
  - Pterolophia takakuwai
  - Pterolophia tibialis
  - Pterolophia trilineicollis
  - Pterolophia tuberculatrix
  - Pterolophia yunnanensis
- Podrodzaj: Incanopraonetha Breuning, 1961
  - Pterolophia djampeana
- Podrodzaj: Insularepraonetha Breuning, 1961
  - Pterolophia ferrugineotincta
  - Pterolophia insularis
  - Pterolophia ochreoscutellaris
- Podrodzaj: Lychrosis Pascoe, 1866
  - Pterolophia caballina
  - Pterolophia gressitti
  - Pterolophia humerosa
  - Pterolophia luctuosa
  - Pterolophia mimica
  - Pterolophia obscuricolor
  - Pterolophia quadrilineata
  - Pterolophia subbicolor
  - Pterolophia subobscuricolor
  - Pterolophia variegata
  - Pterolophia varipennis
  - Pterolophia zebrina
  - Pterolophia zebrinoides
- Podrodzaj: Mimoron Pic, 1934
  - Pterolophia brevegibbosa
  - Pterolophia dalbergicola
  - Pterolophia flavomarmorata
  - Pterolophia nigrocirculatipennis
  - Pterolophia pedongensis
  - Pterolophia phungi
  - Pterolophia rondoni
  - Pterolophia ropicoides
- Podrodzaj: Ovalopraonetha Breuning, 1961
  - Pterolophia kanoi
  - Pterolophia ovalis
- Podrodzaj: Paramimoron Breuning, 1961
  - Pterolophia albolateralis
  - Pterolophianigrocirculata
  - Pterolophiarondoniana
  - Pterolophiaspeciosa
  - Pterolophiasubropicoides
- Podrodzaj: Pilosipraonetha Breuning, 1961
  - Pterolophia apicefasciculata
  - Pterolophia beccarii
  - Pterolophia dohertyana
  - Pterolophia flavoplagiata
  - Pterolophia obliquelineata
  - Pterolophia parapilosipes
  - Pterolophia parovalis
  - Pterolophia pilosipes
  - Pterolophia truncatella
  - Pterolophia tuberosicollis
- Podrodzaj: Principipraonetha Breuning, 1961
  - Pterolophia consimilis
  - Pterolophia principis
  - Pterolophia pseudoprincipis
- Podrodzaj: Prosoplopraonetha Breuning, 1961
  - Pterolophia prosoploides
- Podrodzaj: Pseudale Schwarzer, 1925
  - Pterolophia adachii
  - Pterolophia dorsotubercularis
  - Pterolophia fasciata
  - Pterolophia izumikurana
  - Pterolophia jiriensis
  - Pterolophia koshikojimana
  - Pterolophia kyushuensis
  - Pterolophia obovata
  - Pterolophia oshimana
- Podrodzaj: Pterolophia Newman, 1842
  - Pterolophia aberrans
  - Pterolophia aethiopica
  - Pterolophia albicollis
  - Pterolophia alboantennata
  - Pterolophia albomaculata
  - Pterolophia albomarmorata
  - Pterolophia alboplagiata
  - Pterolophia albosignata
  - Pterolophia albovariegata
  - Pterolophia albovitticollis
  - Pterolophia alorensis
  - Pterolophia alternata
  - Pterolophia andamana
  - Pterolophia andamanensis
  - Pterolophia andamanica
  - Pterolophia andrewsi
  - Pterolophia angulata
  - Pterolophia angusta
  - Pterolophia annulitarsis
  - Pterolophia apicefusca
  - Pterolophia apicemaculata
  - Pterolophia apiceplagiata
  - Pterolophia approximata
  - Pterolophia arcuata
  - Pterolophia ashantica
  - Pterolophia assamensis
  - Pterolophia assimilis
  - Pterolophia assinica
  - Pterolophia aurivillii
  - Pterolophia baiensis
  - Pterolophia baloghi
  - Pterolophia banksi
  - Pterolophia barbieri
  - Pterolophia basilana
  - Pterolophia basileensis
  - Pterolophia basilewskyi
  - Pterolophia basispinosa
  - Pterolophia baudoni
  - Pterolophia bedoci
  - Pterolophia benjamini
  - Pterolophia biannulicornis
  - Pterolophia biarcuata
  - Pterolophia biarcuatoides
  - Pterolophia bicarinata
  - Pterolophia biflavolineicollis
  - Pterolophia bifuscomaculata
  - Pterolophia bigibbera
  - Pterolophia bigibbicollis
  - Pterolophia bigibbosa
  - Pterolophia bigibbulosa
  - Pterolophia bigibbulosoides
  - Pterolophia bilineaticeps
  - Pterolophia bilineaticollis
  - Pterolophia bilunata
  - Pterolophia bimaculata
  - Pterolophia bimaculaticeps
  - Pterolophia binaluanica
  - Pterolophia biochreovittata
  - Pterolophia bipartita
  - Pterolophia bipostfasciculata
  - Pterolophia birmanica
  - Pterolophia bisbinodula
  - Pterolophia bituberata
  - Pterolophia bituberculatithorax
  - Pterolophia bonthaini
  - Pterolophia bottangensis
  - Pterolophia brahma
  - Pterolophia brevicornis
  - Pterolophia bryanti
  - Pterolophia buruensis
  - Pterolophia caffrariae
  - Pterolophia calceoides
  - Pterolophia cambodgensis
  - Pterolophia camerunensis
  - Pterolophia canescens
  - Pterolophia capensis
  - Pterolophia capreola
  - Pterolophia carinipennis
  - Pterolophia carinulata
  - Pterolophia castaneivora
  - Pterolophia caudata
  - Pterolophia ceylonensis
  - Pterolophia ceylonica
  - Pterolophia chapaensis
  - Pterolophia chinensis
  - Pterolophia circulata
  - Pterolophia clarior
  - Pterolophia colasi
  - Pterolophia collarti
  - Pterolophia collartiana
  - Pterolophia compacta
  - Pterolophia confusa
  - Pterolophia conjecta
  - Pterolophia conradti
  - Pterolophia consularis
  - Pterolophia convexa
  - Pterolophia costulata
  - Pterolophia crassepuncta
  - Pterolophia crassipes
  - Pterolophia curvatocostata
  - Pterolophia dahomeica
  - Pterolophia dalbergiae
  - Pterolophia dapensis
  - Pterolophia dayremi
  - Pterolophia decolorata
  - Pterolophia densefasciculata
  - Pterolophia densepunctata
  - Pterolophia dentaticornis
  - Pterolophia denticollis
  - Pterolophia dentifera
  - Pterolophia detersa
  - Pterolophia digesta
  - Pterolophia dorsivaria
  - Pterolophia dubiosa
  - Pterolophia dystasioides
  - Pterolophia ecaudata
  - Pterolophia elegans
  - Pterolophia elongata
  - Pterolophia elongatissima
  - Pterolophia elongatula
  - Pterolophia endroedyi
  - Pterolophia enganensis
  - Pterolophia eritreensis
  - Pterolophia europae
  - Pterolophia externemaculata
  - Pterolophia fascicularis
  - Pterolophia fasciolata
  - Pterolophia ferrugata
  - Pterolophia ferruginea
  - Pterolophia flavicollis
  - Pterolophia flavofasciata
  - Pterolophia flavolineata
  - Pterolophia flavopostscutellaris
  - Pterolophia fletcheri
  - Pterolophia fortescapa
  - Pterolophia forticornis
  - Pterolophia francoisi
  - Pterolophia franzi
  - Pterolophia freyi
  - Pterolophia fuchsi
  - Pterolophia fukiena
  - Pterolophia fulvescens
  - Pterolophia fulvisparsa
  - Pterolophia fusca
  - Pterolophia fuscoapicata
  - Pterolophia fuscodiscalis
  - Pterolophia fuscofasciata
  - Pterolophia fuscomarmorata
  - Pterolophia fuscoscutellata
  - Pterolophia fuscosericea
  - Pterolophia gabonica
  - Pterolophia gardneri
  - Pterolophia ghanaensis
  - Pterolophia globlosa
  - Pterolophia graciosa
  - Pterolophia granulata
  - Pterolophia granulosa
  - Pterolophia griseofasciata
  - Pterolophia griseofasciatipennis
  - Pterolophia grisescens
  - Pterolophia grossepuncticollis
  - Pterolophia grossescapa
  - Pterolophia guineensis
  - Pterolophia henri-renaudi
  - Pterolophia hiekei
  - Pterolophia hiekiana
  - Pterolophia holobrunnea
  - Pterolophia holorufa
  - Pterolophia holzschuhi
  - Pterolophia hongkongensis
  - Pterolophia horrida
  - Pterolophia horridula
  - Pterolophia hulstaerti
  - Pterolophia humeralis
  - Pterolophia illicita
  - Pterolophia inaequalis
  - Pterolophia inalbonotata
  - Pterolophia incerta
  - Pterolophia indica
  - Pterolophia indra
  - Pterolophia inexpectata
  - Pterolophia ingrata
  - Pterolophia instabilis
  - Pterolophia insulana
  - Pterolophia insulicola
  - Pterolophia intuberculata
  - Pterolophia iringensis
  - Pterolophia jacta
  - Pterolophia javicola
  - Pterolophia kaleea
  - Pterolophia kalimantana
  - Pterolophia kalisi
  - Pterolophia keyensi
  - Pterolophia kiangsina
  - Pterolophia kilimandjaroensis
  - Pterolophia kinabaluensis
  - Pterolophia koreckae
  - Pterolophia krishna
  - Pterolophia kubokii
  - Pterolophia kusamai
  - Pterolophia kwadasoi
  - Pterolophia lama
  - Pterolophia lateflavovittata
  - Pterolophia laterialba
  - Pterolophia laterialbipennis
  - Pterolophia lateripicta
  - Pterolophia lateritia
  - Pterolophia laterivitta
  - Pterolophia latipennis
  - Pterolophia leiopodina
  - Pterolophia lemoulti
  - Pterolophia lepida
  - Pterolophia lesnei
  - Pterolophia lichenea
  - Pterolophia ligata
  - Pterolophia lobata
  - Pterolophia lombokensis
  - Pterolophia longiuscula
  - Pterolophia luteomarmorata
  - Pterolophia luzonicola
  - Pterolophia maacki
  - Pterolophia macra
  - Pterolophia mallicolensis
  - Pterolophia matsushitai
  - Pterolophia medioalbicollis
  - Pterolophia mediofasciata
  - Pterolophia mediofuscipennis
  - Pterolophia mediophthalma
  - Pterolophia mediopicta
  - Pterolophia medioplagiata
  - Pterolophia  mediovittata
  - Pterolophia meridionalis
  - Pterolophia microphthalma
  - Pterolophia mimecyroschema
  - Pterolophia mindanaonis
  - Pterolophia minima
  - Pterolophia ministriata
  - Pterolophia minuta
  - Pterolophia minutior
  - Pterolophia minutissima
  - Pterolophia mispiloides
  - Pterolophia montium
  - Pterolophia mouhoti
  - Pterolophia mozambica
  - Pterolophia mucronata
  - Pterolophia multicarinata
  - Pterolophia multicarinipennis
  - Pterolophia multifasciculata
  - Pterolophia multimaculata
  - Pterolophia multinotata
  - Pterolophia multituberculata
  - Pterolophia multituberculosa
  - Pterolophia multivitticollis
  - Pterolophia multivittipennis
  - Pterolophia mutata
  - Pterolophia nigricans
  - Pterolophia nigrobiarcuata
  - Pterolophia nigrodorsalis
  - Pterolophia nigrofasciculata
  - Pterolophia nigrolineaticollis
  - Pterolophia nigromaculipennis
  - Pterolophia nigroornatipennis
  - Pterolophia nigropicta
  - Pterolophia nigroplagiata
  - Pterolophia nigroscutellata
  - Pterolophia nigrosignata
  - Pterolophia nigrosparsa
  - Pterolophia nigrovirgulata
  - Pterolophia nobilis
  - Pterolophia nodicollis
  - Pterolophia obliquata
  - Pterolophia obliquealbovittata
  - Pterolophia obliquefasciculata
  - Pterolophia obliquevittipennis
  - Pterolophia obscura
  - Pterolophia obscurata
  - Pterolophia occidentalis
  - Pterolophia ochraceolineata
  - Pterolophia ochreithorax
  - Pterolophia ochreovittata
  - Pterolophia omeishana
  - Pterolophia oopsida
  - Pterolophia orientalis
  - Pterolophia ovatula
  - Pterolophia ovipennis
  - Pterolophia pallidifrons
  - Pterolophia parabaiensis
  - Pterolophia parachapaensis
  - Pterolophia paraconsularis
  - Pterolophia paraflavescens
  - Pterolophia paraforticornis
  - Pterolophia paralatipennis
  - Pterolophia paramicrophthalma
  - Pterolophia paramulticarinata
  - Pterolophia parangolensis
  - Pterolophia parascripta
  - Pterolophia parassamensis
  - Pterolophia paravariolosa
  - Pterolophia parobliquata
  - Pterolophia partealbicollis
  - Pterolophia partenigroantennalis
  - Pterolophia partepostflava
  - Pterolophia parvula
  - Pterolophia pasteuri
  - Pterolophia pedongana
  - Pterolophia penicillata
  - Pterolophia perakana
  - Pterolophia persimilis
  - Pterolophia persimiloides
  - Pterolophia pfanneri
  - Pterolophia plicata
  - Pterolophia pluricarinipennis
  - Pterolophia plurifasciculata
  - Pterolophia pontianakensis
  - Pterolophia postalbofasciata
  - Pterolophia postbalteata
  - Pterolophia postflava
  - Pterolophia postflavomaculata
  - Pterolophia postfuscomaculata
  - Pterolophia postmedioalba
  - Pterolophia postsubflava
  - Pterolophia praeapicemaculata
  - Pterolophia praeclara
  - Pterolophia preapicecarinata
  - Pterolophia propinqua
  - Pterolophia pseudapicata
  - Pterolophia pseudobscuroides
  - Pterolophia pseudocarinata
  - Pterolophia pseudocaudata
  - Pterolophia pseudoculata
  - Pterolophia pseudoculatoides
  - Pterolophia pseudodapensis
  - Pterolophia pseudolunigera
  - Pterolophia pseudomucronata
  - Pterolophia pseudosecuta
  - Pterolophia pseudotincta
  - Pterolophia punctigera
  - Pterolophia pusilla
  - Pterolophia pygmaea
  - Pterolophia quadricristata
  - Pterolophia quadricristipennis
  - Pterolophia quadricristulata
  - Pterolophia quadrifasciata
  - Pterolophia quadrifasciculata
  - Pterolophia quadrifasciculatipennis
  - Pterolophia quadrimaculata
  - Pterolophia quadrinodosa
  - Pterolophia quadrivittata
  - Pterolophia quentini
  - Pterolophia quinquegibbicollis
  - Pterolophia raffrayi
  - Pterolophia reducta
  - Pterolophia reduplicata
  - Pterolophia rhodesiana
  - Pterolophia riouensis
  - Pterolophia robinsoni
  - Pterolophia robustior
  - Pterolophia rubra
  - Pterolophia rubricornis
  - Pterolophia rufescens
  - Pterolophia rufobrunnea
  - Pterolophia rugulosa
  - Pterolophia rustenburgi
  - Pterolophia saigonensis
  - Pterolophia salebrosa
  - Pterolophia sanghirica
  - Pterolophia sassensis
  - Pterolophia schoutedeni
  - Pterolophia schultzeana
  - Pterolophia schultzei
  - Pterolophia scopulifera
  - Pterolophia scripta
  - Pterolophia scutellaris
  - Pterolophia secuta
  - Pterolophia secutoides
  - Pterolophia semiarcuata
  - Pterolophia semilunaris
  - Pterolophia serrata
  - Pterolophia serraticornis
  - Pterolophia serricornis
  - Pterolophia servilis
  - Pterolophia shiva
  - Pterolophia siamana
  - Pterolophia siamensis
  - Pterolophia sibuyana
  - Pterolophia sikkimana
  - Pterolophia similata
  - Pterolophia similis
  - Pterolophia simulans
  - Pterolophia spinicornis
  - Pterolophia spinifera
  - Pterolophia sterculiae
  - Pterolophia sthenioides
  - Pterolophia subaequalis
  - Pterolophia subaffinis
  - Pterolophia subbicarinata
  - Pterolophia subbitubericollis
  - Pterolophia subchapaensis
  - Pterolophia subdentaticornis
  - Pterolophia subflavescens
  - Pterolophia subforticornis
  - Pterolophia subfulvisparsa
  - Pterolophia subgrisescens
  - Pterolophia sublobata
  - Pterolophia subminutissima
  - Pterolophia subnigrosparsa
  - Pterolophia subovatula
  - Pterolophia subrubra
  - Pterolophia subtincta
  - Pterolophia subtriangularis
  - Pterolophia subtubericollis
  - Pterolophia subvariolosa
  - Pterolophia suisapana
  - Pterolophia sulcatipennis
  - Pterolophia sumatrensis
  - Pterolophia szetschuanica
  - Pterolophia szewezycki
  - Pterolophia tenebrica
  - Pterolophia tenebricoides
  - Pterolophia tengahensis
  - Pterolophia teocchii
  - Pterolophia thibetana
  - Pterolophia thomensis
  - Pterolophia todui
  - Pterolophia toekanensis
  - Pterolophia tonkinensis
  - Pterolophia touzalini
  - Pterolophia transversefasciata
  - Pterolophia transversefasciatipennis
  - Pterolophia transverselineata
  - Pterolophia transverseplagiata
  - Pterolophia transverseunifasciata
  - Pterolophia transversevittata
  - Pterolophia triangularis
  - Pterolophia trifasciculata
  - Pterolophia tristis
  - Pterolophia trivittata
  - Pterolophia truncata
  - Pterolophia truncatipennis
  - Pterolophia tsurugiana
  - Pterolophia tuberculatithorax
  - Pterolophia tuberculifera
  - Pterolophia tuberculithorax
  - Pterolophia tubericollis
  - Pterolophia tuberipennis
  - Pterolophia tuberosithorax
  - Pterolophia ugandae
  - Pterolophia uhelensis
  - Pterolophia univinculata
  - Pterolophia vagevittata
  - Pterolophia varians
  - Pterolophia variantennalis
  - Pterolophia varievittata
  - Pterolophia variolosa
  - Pterolophia vientiannensis
  - Pterolophia virgulata
  - Pterolophia viridana
  - Pterolophia vittata
  - Pterolophia vittaticollis
  - Pterolophia vitticollis
  - Pterolophia wittmeri
  - Pterolophia yenae
  - Pterolophia yunnana
  - Pterolophia yunnanica
  - Pterolophia ziczac
  - Pterolophia zonata
- Podrodzaj: Sociopraonetha Breuning, 1961
  - Pterolophia nigrocincta
- Podrodzaj: Sordidopraonetha Breuning, 1938
  - Pterolophia tristoides
- Podrodzaj: Tricholychrosis Breuning, 1973
  - Pterolophia albosignata
- Podrodzaj: Trichomimoron Breuning, 1963
  - Pterolophia trichotibialis
- Podrodzaj: Trichopraonetha Breuning, 1961
  - Pterolophia albofasciata
  - Pterolophia fuscomaculata
  - Pterolophia handschini
  - Pterolophia lombokensis
  - Pterolophia pilosipennis
  - Pterolophia plurialbosticta
  - Pterolophia subalbofasciata
- Podrodzaj: Undulatopraonetha Breuning, 1961
  - Pterolophia undulata
- Podrodzaj: Villosopraonetha Breuning, 1961
  - Pterolophia javanica
  - Pterolophia nousopae
  - Pterolophia pilosella
  - Pterolophia trichofera
  - Pterolophia villosa